# Atari (amerykańskie przedsiębiorstwo)
Atari Inc. – amerykańskie przedsiębiorstwo z branży informatycznej, w latach 70. i 80. XX wieku znaczący uczestnik rynku komputerowego przemysłu rozrywkowego i komputerów domowych. Tworzyło automaty wideo, domowe konsole wideo, komputery domowe oraz komputery osobiste.
Nazwa przedsiębiorstwa pochodzi z języka japońskiego i oznacza „trafienie do celu” bądź „zwycięstwo”.

## Historia przedsiębiorstwa

### Początki, Pong
Założone 27 czerwca 1972 roku przez dwójkę przyjaciół: Nolana Bushnella i Teda Dabneya przedsiębiorstwo Atari rozpoczęło swój rozwój od prostej gry Pong (wcześniej byli oni autorami automatu Computer Space). Prototyp został przetestowany we wrześniu 1972 w małym barze w Sunnyvale. Efekt przeszedł oczekiwania konstruktorów gry – automat błyskawicznie zapełniał się 25-centówkami. Wkrótce maszyny do gry w Ponga zaczęły pojawiać się wszędzie i z niektórych można było uzyskać nawet 200 dolarów tygodniowo. Do końca 1973 Bushnell i spółka sprzedali 2500 automatów, do końca 1974 – już 8000. Koszty wytworzenia maszyn mieściły się w granicach 300-400 dolarów. Dzięki sukcesowi tego produktu Atari stało się ważnym konkurentem dla najważniejszych przedsiębiorstw produkujących gry zręcznościowe – Midway i Bally.
Automaty były produkowane w pierwszym budynku przedsiębiorstwa w Santa Barbara, gdzie mieściło się także biuro. Wraz z lawinowo narastającą liczbą zamówień, szefowie przedsiębiorstwa byli zmuszeni przenosić warsztaty, a także zatrudniać coraz więcej ludzi, często prosto z ulicy. Wielką klęską Atari było to, że przedsiębiorstwo nie zdołało opatentować Ponga i wkrótce na jego pomyśle zaczęły się bogacić dziesiątki innych przedsiębiorstw, które zapełniały bary w całych Stanach Zjednoczonych automatami do gier o identycznych zasadach.

### Dalszy rozwój
Nolan Bushnell, główny ideolog przedsiębiorstwa, przyjął zasadę ciągłej ucieczki do przodu przed konkurencją. Atari miało produkować nowocześniejsze, bardziej wciągające, atrakcyjniejsze gry i w ten sposób ugruntować swoją pozycję. Wkrótce Atari wypuściło na rynek gry poruszające nowe tematy: polowanie na rekiny (Maneater), wyścigi samochodowe (Trak10), rozbijanie ściany z klocków za pomocą piłki (Breakout – kolejny wielki sukces przedsiębiorstwa).
Na Boże Narodzenie 1975 przedsiębiorstwo wprowadziło na rynek domową wersję Ponga. Pierwsza transza (150 tysięcy) kosztujących 100 dolarów gier podłączanych do telewizora rozeszła się błyskawicznie. Tym samym Atari przebiło wyniki konkurentów na rynku gier domowych: Magnavox i Coleco. Kolejny rynek zbytu otworzyło ponowne zalegalizowanie automatów do gier w Nowym Jorku i Chicago. Przedsiębiorstwo zaczęło przynosić ogromne dochody, jednak pojawiły się także problemy w zarządzaniu – Atari nie dało się już zarządzać jak kilkunastoosobowym przedsiębiorstwem. Pozycja Bushnella (który chciał rządzić każdym etapem projektowania i produkcji) była stopniowo marginalizowana przez Ala Alcorna.

### Zmiana właściciela
W 1976 przedsiębiorstwo sprzedano kompanii rozrywkowej Warner Inc. (obecnie Time Warner) za 28 milionów dolarów. W ciągu następnych pięciu lat obroty Atari urosły do 2 miliardów dolarów, czyniąc je najszybciej rozwijającym się przedsiębiorstwem w historii USA. Warto wspomnieć, że kapitał początkowy przedsiębiorstwa wynosił 500 dolarów, po 250 dolarów od każdego założyciela.
We wrześniu 1977 Atari zaczęło sprzedawać VCS (Video Computer System), które jednak początkowo nie okazało się wielkim sukcesem. System miał dostarczać dochodów przede wszystkim ze sprzedaży kartridżów z grami (30 dolarów za sztukę).
W 1978 najważniejszą rolę w przedsiębiorstwie zaczął odgrywać Ray Kassar, zaangażowany już przez Warner. Jego sposób życia, a także strategia zarządzania przedsiębiorstwem (bazowanie na marketingu i sprawdzonych, niekoniecznie rewolucyjnych produktach) były sprzeczne z poglądami Bushnella, który po wielu kłótniach opuścił Atari i zajął się planowaniem kolejnych przedsięwzięć (sieć jadłodajni Pizza Time Theaters). W ten sam sposób odszedł z przedsiębiorstwa Jay Miner, późniejszy twórca komputera Amiga. Wiele z koncepcji zawartych w konstrukcji tego komputera powstało w czasie jego prac w Atari. Ze sław komputerowego świata lat 70. i 80. w Atari pracował jeszcze Steve Wozniak i Steve Jobs, którzy później założyli przedsiębiorstwo Apple.
Na lata 1979–1982 przypadł złoty okres Atari. Przedsiębiorstwo zawdzięczało ogromne zyski nie tylko menedżerskiemu talentowi Kassara, ale przede wszystkim ogólnie znakomitej koniunkturze przemysłu gier komputerowych, przede wszystkim automatów. W tym czasie Atari produkowało m.in. maszyny do gier Space Invaders, Pac-man i Asteroids.

### Krach rynku gier
W 1983 roku nastąpił wielki krach na rynku gier, przepowiedziany przez Nolana Bushnella. Przedsiębiorstwo Warner Inc. po ogłoszeniu bilansu za rok 1983 (536 milionów dolarów strat) zarządziło restrukturyzację. Wstrzymano rozwój nowych produktów, m.in. doskonale zapowiadającej się konsoli Atari 7800. W 1984 r. część przedsiębiorstwa produkująca konsole do gier i komputery – Atari Computers – została sprzedana.
Właścicielem został Jack Tramiel, który nadał jej nazwę Atari Corp. Automaty do gier nadal były produkowane przez oddział Warner Inc., „Atari Games”. Tramiel chciał rozpocząć produkcję nowego komputera. Próbował kupić podupadające przedsiębiorstwo Amiga, ale zaoferował znacznie mniejszą kwotę niż konkurent – Commodore. W przeciągu kilku miesięcy zbudował model ST, który zdobył rynek niską ceną i sporymi możliwościami. Całkowity zwrot w kierunku komputerów zemścił się później na nim utratą rynku konsoli do gier, którego już później nie odzyskał.

### Próba powrotu
Na początku lat 90. XX wieku Atari Corp. podjęła próbę ponownego wybicia się na pozycję lidera na rynku elektroniki użytkowej. Ofensywa ta przebiegła na trzech frontach:
1. przedsiębiorstwo podjęło próbę „ucieczki do przodu” w obliczu narastającej konkurencji na rynku komputerów domowych, prezentując w 1992 roku komputer Atari Falcon, stanowiący istotne jakościowo rozwinięcie serii ST;
2. niemal jednocześnie testowano możliwość wejścia na rynek profesjonalnych stacji roboczych z własną wersją Uniksa (Atari System V) oraz komputerem Atari TT;
3. oraz próbowano powrócić na rynek konsoli do gier z nową, 64-bitową konsolą Atari Jaguar;

Wszystkie te nie przyniosły sukcesu. Już w 1992 roku, wobec nikłego zainteresowania rynku, porzucono prace nad Atari System V i Atari TT. Na początku 1994 roku zarzucono ostatecznie prace rozwojowe nad Atari Falcon, skupiwszy wszystkie środki na promocji konsoli Jaguar. Konsola też nie zdobyła rynku i Atari Corp, w 1996 ostatecznie upadła. Udziały firmy zostały sprzedane firmie JTS Corporation.
Przyczyną niepowodzeń w sektorze komputerów domowych była silna konkurencja ze strony bardziej popularnych komputerów Amiga. Na początku lat 90. XX w., coraz większą popularność do zastosowań domowych zyskiwały komputery osobiste zgodne ze standardem PC, co w niedługim czasie doprowadziło do zaniku rynku komputerów domowych. Natomiast rynek konsol w drugiej połowie lat 90. został zdominowany przez modele PlayStation, Nintendo 64 oraz Sega Saturn.
W 2003 roku prawa do nazwy Atari wykupione zostały przez francuskiego wydawcę gier komputerowych Infogrames, po czym tamto przedsiębiorstwo oficjalnie zmieniło nazwę na Atari.

### Atari w Polsce
W Polsce najpopularniejsze były: 8-bitowe ATARI 800XL, 65XE i 130XE używane w domu głównie do grania i Atari ST – używane do składu tekstu i w muzyce (używane do dzisiaj jako sekwencery). Od roku 1985 dzięki współpracy ówczesnego dyrektora Peweksu, Mariana Zacharskiego, i Jacka Tramiela, ośmiobitowe komputery Atari można było kupić w Polsce; w roku 1988 sprzedaż tej marki w Peweksie wyniosła 180 tysięcy sztuk, co dawało Atari 1% światowego obrotu, na poziomie 7 milionów USD. Od końca 1987 Pewex sprzedawał również komputery Atari ST. Sprzedaż odbywała się poprzez należącą do Lucjana Wencla firmę LDW, udostępniającą również urządzenia peryferyjne. Serwisem komputerów i akcesoriów Atari w Polsce zajmowała się, również należąca do Wencla, Przedsiębiorstwo Zagraniczne Karen. Wencel w wywiadzie dla czasopisma Komputer w listopadzie 1986 mówił o planach produkowania w Polsce komputerów Atari 130XE, choć lata świetności komputerów 8-bitowych – szczególnie na Zachodzie – już się skończyły. W 1988 roku udostępniono Atari XEGS, konsolę kompatybilną z 8-bitowymi komputerami, jednak nie zdobyła ona popularności z powodu m.in. ceny.
Na przełomu lat 1990 i 1991, PZ Karen rozpoczęło sprzedaż klona Atari 2600 pod marką California Access o nazwie Video Game CA-160, a od wiosny 1991 roku Atari STE i Atari Portfolio. Do tego czasu sprzedano 250-270 tysięcy 8-bitowego Atari a w 1991 roku planowano sprzedać kolejne 60-70 tysięcy oraz zwiększyć liczbę posiadaczy ST poprzez m.in wprowadzenie 10 tysięcy modeli 520STE. Od połowy 1991 roku, PZ Karen zaczęło tracić na znaczeniu wraz z końcem międzynarodowych ograniczeń CoCom oraz coraz gorszą sytuacją sieci sklepów Pewex, co spowodowało, że Atari coraz mocniej współpracowało z prywatnymi hurtowniami jak JTT Computer, Oskar-Computer Studio i TAL Computer Center, które były o wiele bardziej skuteczne niż państwowa spółka, dostarczając do Polski takie sprzęty jak STE DTP Paket, STE MIDI Paket, Atari 2600, Atari 7800 i Atari Lynx. Pod koniec 1991 doszło do formalnego zakończenia współpracy z PZ Karen i Pewexem a Atari Germany wybrało trzech wspomnianych hurtowników na autoryzowanych dystrybutorów. Przed upadkiem nastąpiła zmiana partnerów biznesowych a nowymi zostali ATAR System, Consumer Electronics Trade i Mirage Media, którzy sprowadzili Lynx II, Jaguara i Jaguara CD.

## Sprzęt
Lista konsol gier wideo Atari
- Atari 2600
  - Atari Flashback
  - Atari 2600+
- Atari 5200
- Atari 7800
  - Atari 7800+
- Atari XEGS
- Atari Jaguar
- Atari Lynx
- Atari VCS

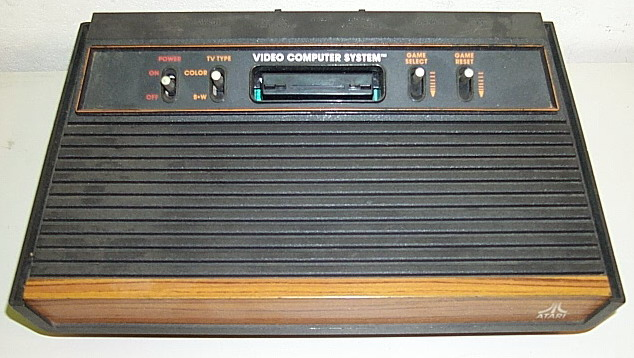
Atari 2600

Lista 8-bitowych komputerów domowych Atari
- Atari 400
  - Atari The 400 Mini
- Atari 800
- Atari 1200XL
- Atari 1450XLD
- Atari 800XL
- Atari 600XL
- Atari 130XE
- Atari 65XE
- Atari 800XE
- Atari XEGS

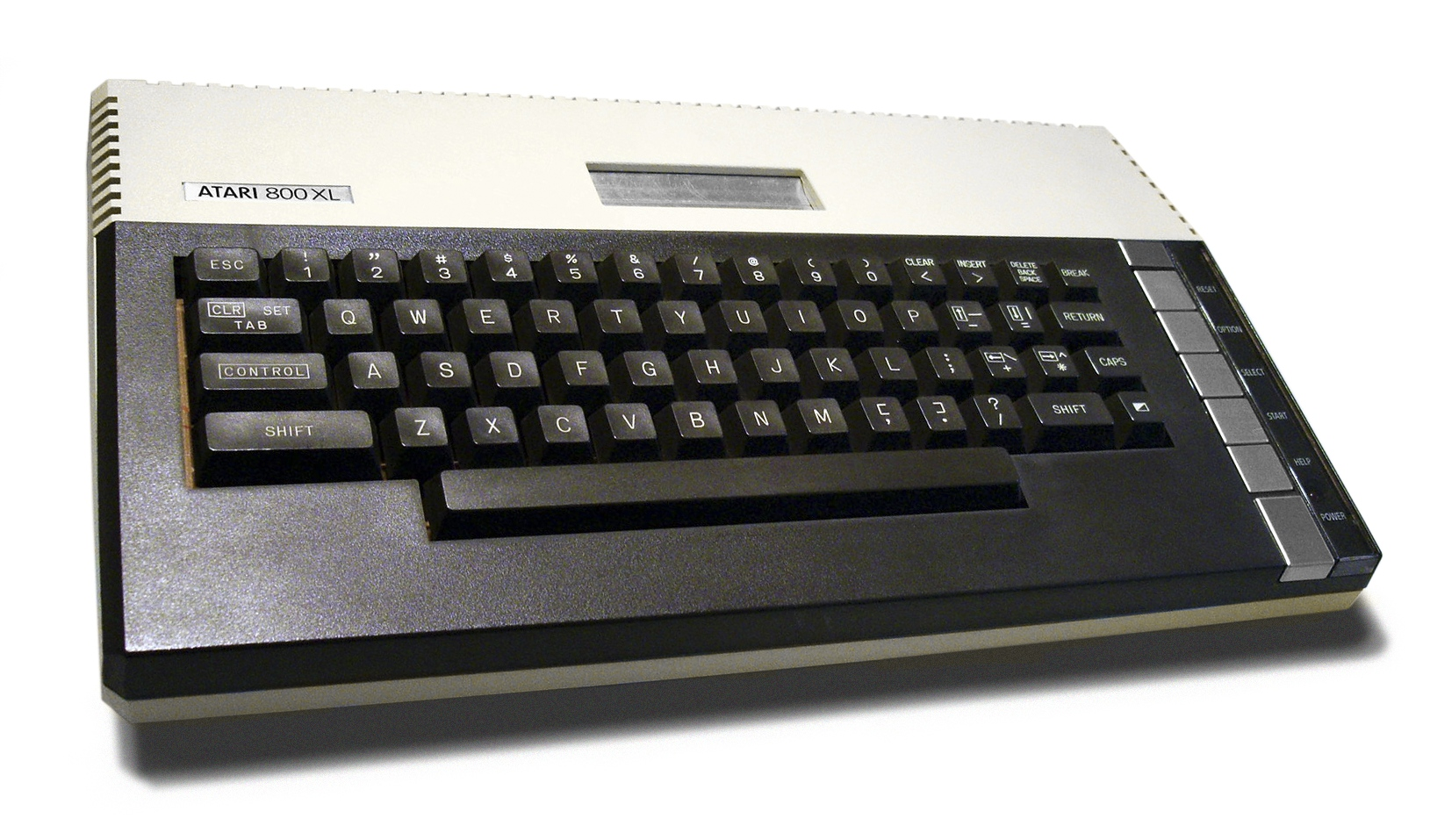
Atari 800XL

Seria ST komputerów osobistych Atari

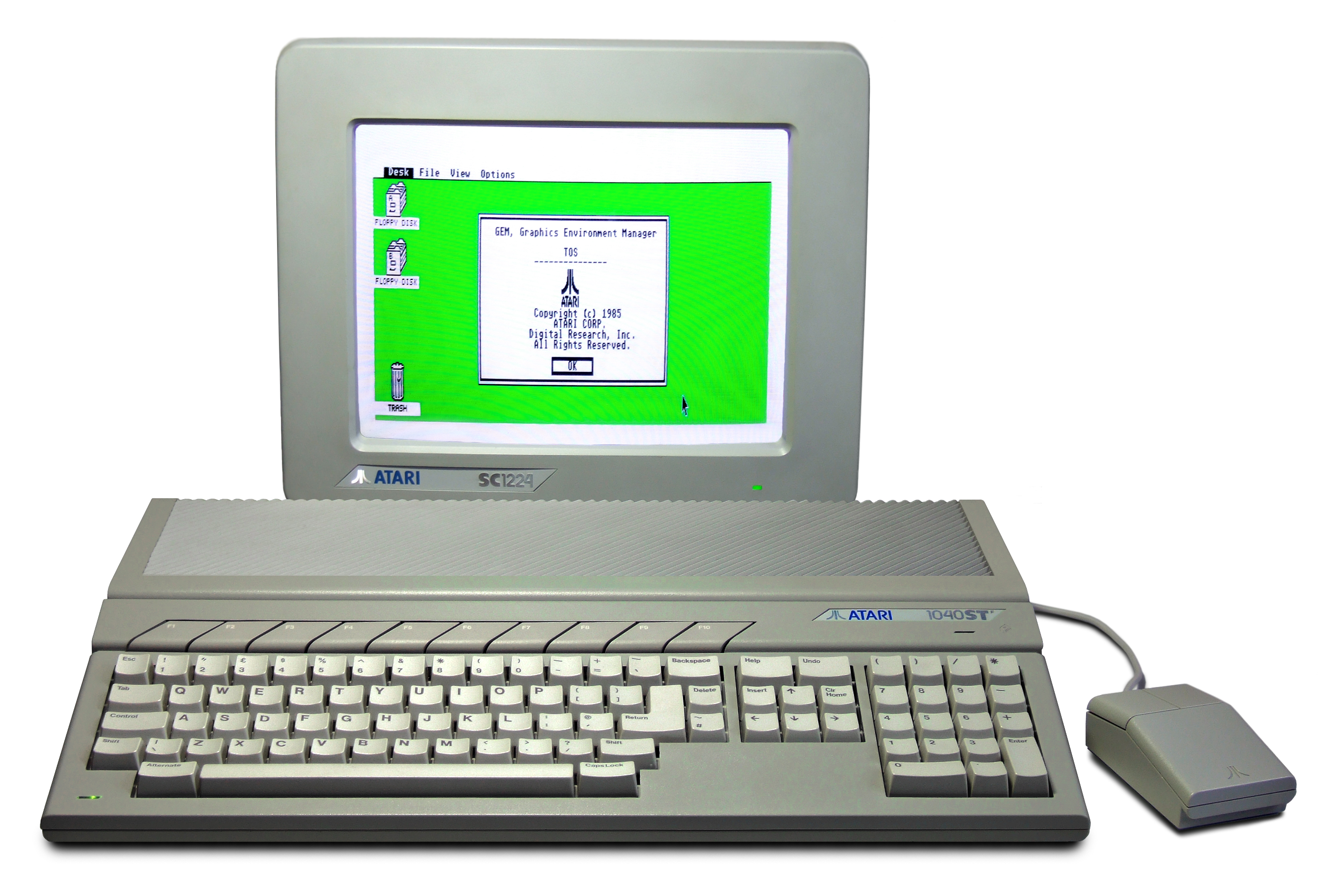
Atari 1040STf

- Atari 260ST, 260STFM, 520ST, 520ST+, 520STF, 520STM, 520STFM, 1040ST, 1040STF, 1040STM, 1040STFM
- Atari Mega ST1, Mega ST2, Mega ST4
- Atari 520STE, 1040STE
- Atari Mega STE
- Atari STBook – komputer przenośny
- Atari STacy, STacy 2, STacy 4 – komputery przenośne

Lista 32-bitowych komputerów osobistych Atari
- Atari TT
- Atari Falcon030

Seria kompatybilna z IBM PC
- Atari PC
- Atari PC2
- Atari PC3
- Atari PC4
- Atari PC5
- Atari ABC 286/30
- Atari ABC 386/SX II
- Atari ABC N386SX

Pozostałe komputery
- Atari Portfolio – komputer typu palmtop
- Atari Transputer Workstation – komputer typu stacja robocza